# Radio Brod
Radio Brod je lokalna hrvatska radijska postaja sa sjedištem u Slavonskom Brodu. Danas emitira na frekvenciji 101,3 Mhz FM.

## Vanjske poveznice
- Službene stranice radija (hrv.)